# Sportåret 1854

## Händelser

### Baseboll
- Okänt datum – New York Knickerbockers sammanträder med två andra klubbar och tillsammans antar klubbarna förändringar av Knickerbockers spelregler från 1845. Avståndet mellan pitchern och hemplattan specificeras till åtminstone 15 "steg" (paces).[1]

### Boxning
- 14 februari – Tom Paddock besegrar Harry Poulson vid Mildenhall i en match om 102 ronder; i den tredje matchen mellan de två.[2]
- 18 juli – Tom Paddock besegrar Aaron Jones i Long Reach i Kalifornien, USA i en match om 121 ronder.[2]
- 26 juli – Poole och Morrisey slåss vid Amos Dock i New York, USA. Morrissey skadas svårt och medger nederlag.[3]
- 27 augusti – Tom Paddock utmanar engelske mästaren Harry Broome och tidigare mästaren William Perry men båda tackar nej. Tom Paddock gör då anspråk på den engelske mästerskapstiteln, vilket dock inte erkänns.[2]
- 20 oktober – Morrissey avböjer en match om den amerikanska titeln från tidigare mästaren Tom Hyer, som dragit sig tillbaka. Det kommer att dröja fyra år till Morrissey återigen försvarar titeln.[3]
- Okänt datum – Harry Broome blir engelsk mästare, men inga matcher med honom under 1854 finns nedtecknade.[4]
- Okänt datum – Amerikanska mästaren John Morrissey blir inblandad i det demokratiska partiet och utvecklar en bitter rivalitet med William Poole, även känd som "Bill the Butcher". Poole leder också ett gäng vid namn "Bowery Boys" som planerar att ta valurnor och rigga ett val. Morrissey och andra anställs för att stoppa detta.[3]

### Cricket
- Okänt datum – Surrey CCC vinner County Championship.[5]

### Rodd
- 8 april – Oxfords universitet vinner universitetsrodden mot universitetet i Cambridge.

## Födda
- 26 februari – Ivar Wilskman, finländsk gymnastik- och idrottspedagog, även kallad "den finska idrottens fader"
- 31 augusti – Otto Hagborg, svensk simhoppare